# أرتي ليفين
أرتي ليفين (بالإنجليزية: Artie Levine)‏ مواليد 26 يناير 1925 في بروكلين - الوفاة 13 يناير 2012 في ماثيوز، كان ملاكم أمريكي سابق صنّف ضمن فئة الوزن الثقيل. نشط في الملاكمة خلال فترة الأربعينات الميلادية.

## إحصائيات
خاض خلال مسيرته 72 نزالا، فاز في 52 وتعادل في 5 وخسر في 15. فاز بالضربة القاضية في 36 نزالا.

## روابط خارجية
- أرتي ليفين على موقع بوكس ريك (الإنجليزية) (registration required)